# Григорьев, Владимир Степанович
Владимир Степанович Григорьев — советский хозяйственный и политический деятель.

## Биография
Родился в 1932 году в Крымской области. Член КПСС.
Окончил Херсонский морской рыбопромышленный техникум, КТИРПиХ.
В 1953—1965 гг. — механик, заместитель главного механика, главный механик механико-судовой службы, главный инженер Управления экспедиционного лова.
В 1965—1967 гг. — начальник Калининградской базы экспедиционного флота.
В 1967—1978 гг. — начальник Калининградского промыслового управления рыбной промышленности.
За разработку, серийное производство и внедрение в промышленность автоматизированных роторных скороморозильных агрегатов типа МАР и АРСА для замораживания рыбы, мяса и других пищевых продуктов в блоках был в составе коллектива удостоен Государственной премии СССР в области науки и техники 1973 года.
В 1978—1987 гг. — начальник Управления промышленного рыболовства Министерства рыбного хозяйства СССР.
В 1993—1995 гг. — руководитель АООТ «Рефтрансфлот».
Делегат XXV съезда КПСС.
Жил в Москве.

## Награды
- Орден Трудового Красного Знамени
- Орден Знак Почёта (дважды, в том числе 1958)